# 창원수박축제
창원수박축제는 경상남도 창원시에서 개최하는 지역 축전이다.